# XLR-12
XLR-12はインドールが基となる合成カンナビノイドで、アボット・ラボラトリーズが2006年に開発した。
5-フルオロペンチル鎖が、4,4,4-トリフルオロブチル鎖で置換されたXLR-11の類縁体である。
XLR-12には、Kiが0.09 nMと、CB2受容体に対する比較的高い選択性があるが、CB1へも15 nMと親和性がある。

## 法律
XLR-12はハンガリーでは違法、日本では指定薬物である。